# スニーカー (biceの曲)
スニーカー は、日本の女性シンガーソングライター、bice（ビーチェ、1972年4月11日 - 2010年7月26日）2枚目のマキシ・シングル。
1998年12月2日にポニーキャニオンから発売された（PCCA-01260）。

## 概要
bice名義で再デビュー後、2枚目のメジャー･レコード会社からのシングル。ポニーキャニオンに残した本人名義の作品としては最後となった（後にテレビアニメ『けいおん!!』へ提供した劇中歌が本人の没後に同社から発売されている）。全曲アルバムには未収録。
「スニーカー」はTBS系番組『どうぶつ奇想天外!』エンディング・テーマとして、また大原グループCMソングとして使用された。FM802のチャート番組『OSAKAN HOT 100』で46位を記録。「チューダー・ロッジやフリー・デザイン、ビーチ・ボーイズなんかをこの頃よく聴いていて、ちょっぴりフォークな気分になって作った」という。清水弘貴のギターがフィーチャーされている。2012年6月、新潟のローカルアイドル・グループ、RYUTistによってカバーされた。
中島優子時代後期のアルバム2枚のプロデューサーであったOh! penelopeの渡辺善太郎を前作に引き続き共同プロデューサーとして迎えている2曲目の「Missing Words」は、久々にピアノで作曲された曲で、デモ段階ではストリングスのパートもシンセサイザーであったが、より切なさを表すアレンジにするため、生の弦楽団に差し替えたところ、豪華になりすぎたため、最初に入れていたエレキギターとアコースティック・ギターの部分を抜くことによってバランスをとったという。タイトルは「見失った言葉」的な意味合いで、不用意な言葉を口にしてしまう自分に対してのジレンマと不器用さを恋愛になぞらえて書いており、彼女自身をよく反映しているという。
3曲目はシンディ・ローパーのヒット曲のカバーであるが、直接的にはエヴリシング・バット・ザ・ガールのアコースティック・ギターによるカバーにショックを受けて制作されたもので、後で録音し直したA.ギターとボーカル以外のパートは全て、共同プロデュースの松井敬治宅の六畳の一室で、ハードディスク・レコーダーを持ち込み録音された。その際に降っていた雨の音もSEとして取り入れられている。「空気感までも真空パックしたかのようなこの方法論の成功は嬉しい」と手応えを得たこの曲での制作方法は、後に2002年のアルバム『let love be your destiny』の自宅録音において、更に推し進められることとなった。

## 収録曲
1. スニーカー
  - 作詞：bice、作曲：bice、編曲：bice
2. Missing Words
  - 作詞：bice、作曲：bice、編曲：bice & 渡辺善太郎
3. Time After Time
  - 作詞・作曲：C.ローパー & R. Hyman、編曲：松井敬治

## 参加ミュージシャン
- bice - A.ギター、キーボード、タンブリン、グロッケンシュピール、プログラミング
- 渡辺善太郎 - ギター、ベース、プログラミング
- 清水弘貴 - ギター
- 松井敬治 - ギター、ベース、コントラバス、プログラミング
- 河村智康 - ドラムス
- 金原ストリングス - ストリングス

## エンジニア、その他スタッフ
- 坂上健一 - ディレクション
- 高山徹 - 録音、 ミキシング
- 湯村謙一 - 録音
- 小泉由香 (Orange) - マスタリング
- エイミー・デイヴィス - イラストレーション
- 河合竜也 - 撮影
- Composite Visual Supply (報雅堂 & ASYL Design) - アートワーク